# Josef Hrabovský
Josef Hrabovský (* 13. března 1960) je bývalý český fotbalista, obránce.

## Fotbalová kariéra
Hrál za TŽ Třinec, Bohemians Praha, Motorlet Praha a DP Xaverov Horní Počernice. Mistr Československa 1983.